# Liste der Fahnenträger der slowakischen Mannschaften bei Olympischen Spielen
Die Liste der Fahnenträger der slowakischen Mannschaften bei Olympischen Spielen listet chronologisch alle Fahnenträger slowakischer Mannschaften bei den Eröffnungsfeiern und Abschlussfeiern der Olympischer Spiele auf.

## Liste der Fahnenträger
| Mannschaft             | Veranstaltung | Fahnenträger (EF)       | Fahnenträger (AF)   |
| ---------------------- | ------------- | ----------------------- | ------------------- |
| 1994 in Lillehammer    | Winterspiele  | Peter Šťastný           |                     |
| 1996 in Atlanta        | Sommerspiele  | Jozef Lohyňa            |                     |
| 1998 in Nagano         | Winterspiele  | Ivan Bátory             |                     |
| 2000 in Sydney         | Sommerspiele  | Slavomír Kňazovický     |                     |
| 2002 in Salt Lake City | Winterspiele  | Róbert Petrovický       |                     |
| 2004 in Athen          | Sommerspiele  | Michal Martikán         | Gabriela Stacherová |
| 2006 in Turin          | Winterspiele  | Walter Marx             | Martin Bajčičák     |
| 2008 in Peking         | Sommerspiele  | Elena Kaliská           | Michal Riszdorfer   |
| 2010 in Vancouver      | Winterspiele  | Žigmund Pálffy          | Pavol Hurajt        |
| 2012 in London         | Sommerspiele  | Jozef Gönci             | Danka Barteková     |
| 2014 in Sotschi        | Winterspiele  | Zdeno Chára             | Anastasiya Kuzmina  |
| 2016 in Rio de Janeiro | Sommerspiele  | Danka Barteková         | Erik Vlček          |
| 2018 in Pyeongchang    | Winterspiele  | Veronika Velez-Zuzulová | Petra Vlhová        |
| 2020 in Tokio          | Sommerspiele  | Zuzana Štefečeková      | Danka Barteková     |
| 2020 in Tokio          | Sommerspiele  | Matej Beňuš             | Danka Barteková     |
| 2022 in Peking         | Winterspiele  | Marek Hrivík            | Peter Cehlárik      |
| 2022 in Peking         | Winterspiele  | Katarína Šimoňáková     | Peter Cehlárik      |
| 2024 in Paris          | Sommerspiele  | Zuzana Paňková          | Viktória Forster    |
| 2024 in Paris          | Sommerspiele  | Jakub Grigar            | Tajmuraz Salkazanov |

Anmerkung: (EF) = Eröffnungsfeier, (AF) = Abschlussfeier

## Statistik
| Rang    | Sportart       | EF | AF | ∑  |
| ------- | -------------- | -- | -- | -- |
| 1       | Kanu           | 6  | 3  | 9  |
| 2       | Schießen       | 3  | 2  | 5  |
| 3       | Ringen         | 1  | 1  | 2  |
| 4       | Leichtathletik | 0  | 1  | 1  |
| Gesamt: | Gesamt:        | 10 | 7  | 17 |

| Rang    | Sportart    | EF | AF | ∑  |
| ------- | ----------- | -- | -- | -- |
| 1       | Eishockey   | 5  | 1  | 6  |
| 2       | Biathlon    | 0  | 2  | 2  |
| 2       | Ski Alpin   | 1  | 1  | 2  |
| 2       | Skilanglauf | 1  | 1  | 2  |
| 2       | Rennrodeln  | 2  | 0  | 2  |
| Gesamt: | Gesamt:     | 9  | 5  | 14 |

| Rang    | Sportart       | EF | AF | ∑  |
| ------- | -------------- | -- | -- | -- |
| 1       | Kanu           | 6  | 3  | 9  |
| 2       | Eishockey      | 5  | 1  | 6  |
| 3       | Schießen       | 3  | 2  | 5  |
| 4       | Biathlon       | 0  | 2  | 2  |
| 4       | Ski Alpin      | 1  | 1  | 2  |
| 4       | Skilanglauf    | 1  | 1  | 2  |
| 4       | Rennrodeln     | 2  | 0  | 2  |
| 4       | Ringen         | 1  | 1  | 2  |
| 9       | Leichtathletik | 0  | 1  | 1  |
| Gesamt: | Gesamt:        | 19 | 12 | 31 |